# Mill Ends Park
Mill Ends Park, beliggende i Portland, Oregon, USA, har siden 1971 været anerkendt af Guinness Rekordbog som den mindste park i verden. Den blev grundlagt på Skt. Patricks dag i 1948 i et trafikkryds. Oprindeligt var den et hul til en lygtepæl, men da lygtepælen aldrig dukkede op, og planter spirede frem, blev den lavet om til en park, der i dag har en diameter på 0,61 m og et areal på 0,292 m².